# Henk van Goozen
Henk van Goozen (2 augustus 1961) is een voormalig Nederlands voetballer. Hij stond onder contract bij Excelsior en SC Heracles '74.

## Statistieken
| Seizoen | Club            | Land      | Competitie     | Wed. | Goals |
| ------- | --------------- | --------- | -------------- | ---- | ----- |
| 1981/82 | Excelsior       | Nederland | Eerste divisie | 32   | 7     |
| 1982/83 | Excelsior       | Nederland | Eredivisie     | 32   | 6     |
| 1983/84 | Excelsior       | Nederland | Eredivisie     | 33   | 11    |
| 1984/85 | Excelsior       | Nederland | Eredivisie     | 34   | 12    |
| 1985/86 | Excelsior       | Nederland | Eredivisie     | 18   | 3     |
| 1986/87 | Excelsior       | Nederland | Eredivisie     | 19   | 3     |
| 1987/88 | Excelsior       | Nederland | Eerste divisie | 29   | 2     |
| 1988/89 | Excelsior       | Nederland | Eerste divisie | 36   | 10    |
| 1989/90 | SC Heracles '74 | Nederland | Eerste divisie | 32   | 5     |
| 1990/91 | SC Heracles '74 | Nederland | Eerste divisie | 29   | 4     |
| 1991/92 | SC Heracles '74 | Nederland | Eerste divisie | 10   | 0     |
| Totaal  | Totaal          | Totaal    | Totaal         | 304  | 63    |